# X Giochi paralimpici invernali
I X Giochi Paralimpici invernali si sono svolti a Vancouver, Columbia Britannica, Canada, dal 12 al 21 marzo 2010. Nella stessa località si sono svolti i XXI Giochi olimpici invernali dal 12 al 28 febbraio 2010.
Il Canada, dopo i V Giochi paralimpici estivi che si tennero a Toronto nel 1976, ha ospitato questa manifestazione per la seconda volta.

## Assegnazione
I Giochi paralimpici invernali 2010 sono stati assegnati a Vancouver il 5 luglio 2001 durante il 118º congresso del Comitato Olimpico Internazionale (CIO) svoltosi a Praga (Repubblica Ceca).
In quella sede i delegati del CIO furono chiamati a votare tra le tre città candidate selezionate come finaliste: Pyeongchang (Corea del Sud), Salisburgo (Austria) e Vancouver. Altre quattro candidature erano già state scartate in precedenza dal CIO (Andorra la Vella, Andorra; Harbin, Cina; Jaca, Spagna; Sarajevo, Bosnia ed Erzegovina), mentre la città di Berna (Svizzera), pur avendo avuto l'approvazione del CIO, si era ritirata dopo che in un referendum la maggioranza dei cittadini si era espressa contro la candidatura olimpica.
Al primo turno di votazione Pyeongchang ottenne 51 voti, Vancouver 40 e Salisburgo solo 16, per cui venne eliminata. Al secondo turno buona parte dei voti espressi in precedenza per Salisburgo andarono a Vancouver, che fu preferita a Pyeonchang con 56 voti contro 53.

## Sviluppo e preparazione

### Organizzazione
L'organizzazione delle Paralimpiadi di Vancouver è stata affidata al comitato internazionale paralimpico (IPC) insieme al governo Canadese e allo stato del British Columbia

### Sedi di gara
Le competizioni della X Paralimpiade invernale si sono svolti a Vancouver per quanto riguarda le discipline da ghiaccio, mentre per quelle da neve gli impianti sono situati nei dintorni della città.

#### Vancouver
- Doug Mitchell Thunderbird Sports Centre - Hockey su slittino
- Vancouver Olympic/Paralympic Centre - Curling

#### Whistler
- Whistler Blackcomb, Whistler Mountain - Sci alpino
- Whistler Olympic Park, Callaghan Valley - Biathlon, Sci di fondo

### Altri luoghi
- BC Place Stadium
- Main Media Centre
- Vancouver Olympic Village
- Whistler Media Centre
- Whistler Olympic and Paralympic Village
- Whistler Olympic Celebration Plaza

## I Giochi

### Paesi partecipanti
- Andorra (2)
- Argentina (2)
- Armenia (2)
- Australia (11)
- Austria (19)
- Belgio (1)
- Bielorussia (9)
- Bosnia ed Erzegovina (1)
- Bulgaria (3)
- Canada (55)
- Cile (2)
- Cina (7)
- Corea del Sud (25)[1]
- Croazia (4)
- Danimarca (2)

- Finlandia (5)
- Francia (21)
- Germania (20)[2]
- Giappone (42)[1]
- Grecia (2)[3]
- Iran (1)
- Islanda (1)
- Italia (35)[4]
- Kazakistan (1)
- Messico (2)
- Mongolia (2)
- Norvegia (27)
- Nuova Zelanda (2)
- Paesi Bassi (1)
- Polonia (12)

- Regno Unito (12)
- Rep. Ceca (19)[1]
- Romania (1)
- Russia (31)
- Serbia (1)
- Slovacchia (13)[5]
- Slovenia (1)
- Spagna (5)
- Stati Uniti (50)
- Svezia (26)
- Sudafrica (1)
- Svizzera (15)
- Ucraina (19)[6]
- Ungheria (2)

### Discipline
Il programma olimpico prevede competizioni in 5 discipline:
| Disciplina            | Maschile | Femminile | Misti | Totali |
| --------------------- | -------- | --------- | ----- | ------ |
| Biathlon              | 6        | 6         |       | 12     |
| Curling in carrozzina |          |           | 1     | 1      |
| Hockey su slittino    | 1        |           |       | 1      |
| Sci alpino            | 15       | 15        |       | 30     |
| Sci di fondo          | 10       | 10        |       | 20     |
| Totale (5 discipline) | 32       | 31        | 1     | 64     |

### Calendario degli eventi
Nel seguente calendario ogni quadrato blu rappresenta un evento di qualificazione in quel giorno. I quadrati gialli rappresentano le giornate durante le quali si tengono le finali, valide per l'assegnazione delle medaglie, per una data disciplina. Ogni pallino in questi quadrati rappresenta una finale, il numero di pallini in ogni quadrato rappresenta il numero di finali che si terranno quel giorno.
| ● | Cerimonia di apertura |  | Qualificazioni | ● | Finali |  | ● | Cerimonia di chiusura |

| Marzo                 | 12 V | 13 S   | 14 D | 15 L | 16 M   | 17 M   | 18 G   | 19 V | 20 S | 21 D   | Medaglie d'oro |
| --------------------- | ---- | ------ | ---- | ---- | ------ | ------ | ------ | ---- | ---- | ------ | -------------- |
| Biathlon              |      | ●●●●●● |      |      |        | ●●●●●● |        |      |      |        | 12             |
| Curling in carrozzina |      |        |      |      |        |        |        |      |      | ●      | 1              |
| Hockey su slittino    |      |        |      |      |        |        |        |      | ●    | ●      | 1              |
| Sci alpino            |      | ●●●●●● | ●●   | ●●●● | ●●●●●● |        | ●●     | ●●●● | ●●   | ●●●●   | 30             |
| Sci di fondo          |      |        | ●●   | ●●●● |        |        | ●●●●●● |      | ●●   | ●●●●●● | 20             |
| Totale medaglie d'oro |      | 12     | 4    | 8    | 6      | 6      | 8      | 4    | 6    | 12     | 64             |
| Cerimonie             | ●    |        |      |      |        |        |        |      |      | ●      |                |
| Marzo                 | 12 V | 13 S   | 14 D | 15 L | 16 M   | 17 M   | 18 G   | 19 V | 20 S | 21 D   |                |

## Medagliere
| Squadra       |    |    |    |    |
| ------------- | -- | -- | -- | -- |
| Germania      | 13 | 5  | 6  | 24 |
| Russia        | 12 | 16 | 10 | 38 |
| Canada        | 10 | 5  | 4  | 19 |
| Slovacchia    | 6  | 2  | 3  | 11 |
| Ucraina       | 5  | 8  | 6  | 19 |
| Stati Uniti   | 4  | 5  | 4  | 13 |
| Austria       | 3  | 4  | 4  | 11 |
| Giappone      | 3  | 3  | 5  | 11 |
| Bielorussia   | 2  | 0  | 7  | 9  |
| Francia       | 1  | 4  | 1  | 6  |
| Italia        | 1  | 3  | 3  | 7  |
| Norvegia      | 1  | 3  | 2  | 6  |
| Spagna        | 1  | 2  | 0  | 3  |
| Svizzera      | 1  | 2  | 0  | 3  |
| Nuova Zelanda | 1  | 0  | 0  | 1  |
| Australia     | 0  | 1  | 3  | 4  |
| Finlandia     | 0  | 1  | 1  | 2  |
| Corea del Sud | 0  | 1  | 0  | 1  |
| Polonia       | 0  | 0  | 1  | 1  |
| Rep. Ceca     | 0  | 0  | 1  | 1  |
| Svezia        | 0  | 0  | 1  | 1  |